# Éparchie de Plessetsk
L'éparchie de Plessetsk (Плесе́цкая епа́рхия) est un diocèse (éparchie) de l'Église orthodoxe russe situé en Russie. Elle réunit des paroisses de l'oblast d'Arkhangelsk à l'intérieur des frontières administratives du raïon Vinogradov, du raïon de Kargopol, du raïon d'Onega et du raïon de Plessetsk. Elle est soumise au siège métropolitain d'Arkhanguelsk. L'éparchie a été érigée en 2017. 

## Histoire
Le Saint-Synode érige la nouvelle éparchie le 9 mars 2017 à partir de territoires donnés par l'éparchie d'Arkhangelsk. L'attaché de presse de l'éparchie d'Arkhangelsk, Mikhaïl Nassonov, s'exprime en ces termes : « Le métropolite d'Arkhanguelsk et de Kholmogory Daniel concentre pour des raisons objectives le conglomérat urbain formé par les municipalités d'Arkhanguelsk, de Novodvinsk et de Severodvinsk où demeurent plus de la moitié des habitants de l'oblast et où sont ouvertes la plupart des églises orthodoxes de l'oblast. La superficie totale des districts d'Onega, Kargopol, Vinogradov et Plessetsk dépasse non seulement la taille de nombreux diocèses, mais aussi la métropole de l'Église orthodoxe russe. De plus le contingent du cosmodrome (de Plessetsk) a besoin d'une attention pastorale particulière car plus d'un millier de soldats y servent. Tout cela a conduit à l'érection du nouveau diocèse de Plessetsk ». Le métropolite Daniel (Dorovskikh) déclare qu'il y a déjà quatre éparchies pour son siège métropolitain et que cela est un don de Dieu. « L'on manque d'églises et de  prêtres dans le Nord et le ministère du nouvel évêque changera cette situation. Habituellement, l'évêque arrive avec des nouveaux collaborateurs et appelle des prêtres d'autres régions, ce qui implique un renouveau de la pastorale et des initiatives ».
Le hiéromoine Alexandre (Zaïtsev), de l'éparchie de Gatchina, prend le titre d'évêque de Plessetsk et de Kargopol,. Le siège de la nouvelle éparchie est fixé à Plessetsk à la cathédrale Saint-Jean-Apôtre (édifiée en 1999 et consacrée en l'an 2000) avec une cocathédrale à Mirny, église placée sous le vocable de saint Michel Archange.

## Monastères
Deux monastères d'hommes sont en activité dans l'éparchie : le monastère de la Dormition-Saint-Alexandre (dans le raïon de Kargopol) et la petite communauté monastique de Kojezero (dans le raion d'Onega).

## Doyennés
- Doyenné de Plessetsk
- Doyenné de Kargopol
- Doyenné de Mirny: église Saint-Michel et deux communautés paroissiales
- Doyenné d'Onega, deux paroisses
- Doyenné de Vinogradov

## Références

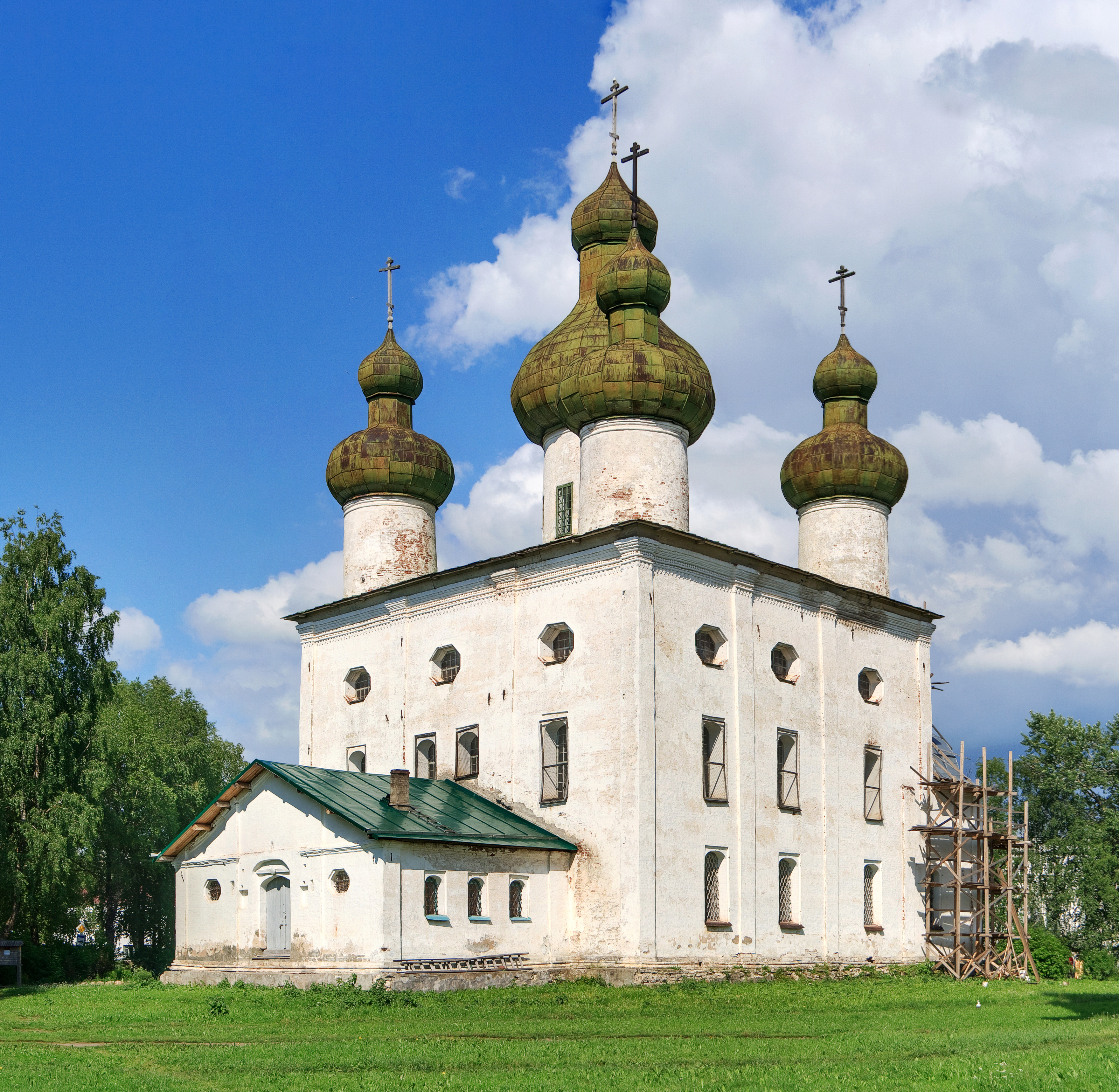
Église Saint-Jean-Baptiste de Kargopol.